# Chalepoxenus
Chalepoxenus (лат.) — парафилетическая группа муравьёв из подсемейства Myrmicinae, выделяемая ранее (в 1923—2014) в ранге рода, а затем включённая в состав рода Temnothorax (Formicidae). Виды Chalepoxenus паразитируют на других видах Temnothorax.

## Распространение
Палеарктика. От западного Средиземноморья, через страны бывшей Югославии и Грецию до Турции, Болгарии и Казахстана.

## Описание
Мелкие социальнопаразитические муравьи (длина около 3—4 мм) желтоватого цвета. Паразитируют на муравьях рода Temnothorax. Образ жизни напоминает поведение муравьёв-рабовладельцев.

## Систематика
Род включал 13 видов, часть из которых была позднее сведена в синонимы. Род относился к трибе Formicoxenini, которая на данный момент не выделяется. Описанный из Казахстана в отдельном роде вид Leonomyrma spinosa Arnol'di, 1968 был перенесён в род Chalepoxenus в 1987 году (Buschinger, 1987).
В 2014 году в ходе ревизии подсемейства мирмицины американскими энтомологами было предложено синонимизировать род Chalepoxenus с родом Temnothorax.
- Chalepoxenus brunneus Cagniant, 1985 (= Temnothorax brunneus)
- Chalepoxenus gribodoi Menozzi, 1923 typus (= Temnothorax muellerianus)
- Chalepoxenus hyrcanus Dubovikov & Radchenko, 2010 (= Temnothorax hyrcanus)
- Chalepoxenus insubricus Kutter, 1950 (= Temnothorax muellerianus)
- Chalepoxenus kutteri Cagniant, 1973 (= Temnothorax kutteri)
- Chalepoxenus longipilosus (Tarbinsky, 1976) (= Temnothorax tarbinskii)
- Chalepoxenus muellerianus (Finzi, 1922) (= Temnothorax muellerianus)
- Chalepoxenus siciliensis Kutter, 1973 (= Temnothorax muellerianus)
- Chalepoxenus spinosus Arnol'di, 1968) (= Temnothorax sentosus)
- Chalepoxenus tarbinskii (Arnol'di, 1976) (= Temnothorax tarbinskii)
- Chalepoxenus tauricus Radchenko, 1989 (= Temnothorax inquilinus)
- Chalepoxenus tramieri Cagniant, 1983 (= Temnothorax tramieri)
- Chalepoxenus zabelini Radchenko, 1989 (= Temnothorax zabelini)